# Oelrichs
Oelrichs és una població dels Estats Units a l'estat de Dakota del Sud. Segons el cens del 2000 tenia 145 habitants.

## Demografia
Segons el cens del 2000, Oelrichs tenia 145 habitants, 67 habitatges, i 45 famílies. La densitat de població era de 147,3 habitants per km².
Dels 67 habitatges en un 16,4% hi vivien nens de menys de 18 anys, en un 50,7% hi vivien parelles casades, en un 11,9% dones solteres, i en un 32,8% no eren unitats familiars. En el 25,4% dels habitatges hi vivien persones soles el 17,9% de les quals corresponia a persones de 65 anys o més que vivien soles. El nombre mitjà de persones vivint en cada habitatge era de 2,16 i el nombre mitjà de persones que vivien en cada família era de 2,47.
Per edats la població es repartia de la següent manera: un 16,6% tenia menys de 18 anys, un 4,1% entre 18 i 24, un 15,9% entre 25 i 44, un 29,7% de 45 a 60 i un 33,8% 65 anys o més.
L'edat mediana era de 51 anys. Per cada 100 dones de 18 o més anys hi havia 92,1 homes.
La renda mediana per habitatge era de 27.222 $ i la renda mediana per família de 28.906 $. Els homes tenien una renda mediana de 19.583 $ mentre que les dones 19.167 $. La renda per capita de la població era de 13.454 $. Entorn del 5,1% de les famílies i el 12,7% de la població estaven per davall del llindar de pobresa.

## Poblacions properes
El següent diagrama mostra les poblacions més properes.